# ج. أرافيندان
ج. أرافيندان (بالإنجليزية: G. Aravindan) (و. 1935 – 1991 م) هو مخرج أفلام، وكاتب سيناريو، وموسيقي، ورسام كارتون، وفنان من الهند، والراج البريطاني، ولد في كوتايام، بدأ مشواره المهني سنة 1974، توفي في ثيروفانانثابورام، عن عمر يناهز 56 عاماً.

## التعليم
تعلم في كلية جامعة ثيروفانانثابورام ‏
.

## جوائز
حصل على جوائز منها:

جائزة بادما شري في الفنون

## وصلات خارجية
- ج. أرافيندان على موقع IMDb (الإنجليزية)
- ج. أرافيندان على موقع ألو سيني (الفرنسية)
- ج. أرافيندان على موقع أول موفي (الإنجليزية)
- ج. أرافيندان على موقع قاعدة بيانات الفيلم (الإنجليزية)
- ج. أرافيندان على موقع كينوبويسك (الروسية)